# Proasellus aragonensis
Proasellus aragonensis är en kräftdjursart som beskrevs av Henry och Guy Magniez 1992. Proasellus aragonensis ingår i släktet Proasellus och familjen sötvattensgråsuggor. Inga underarter finns listade i Catalogue of Life.